# Малинська
Малинська (хорв. Malinska) — населений пункт у Хорватії, у Приморсько-Горанській жупанії у складі громади Малинська-Дубашниця.

## Населення
Населення за даними перепису 2011 року становило 965 осіб.
Динаміка чисельності населення поселення:

## Клімат
Середня річна температура становить 14,23 °C, середня максимальна – 26,96 °C, а середня мінімальна – 2,23 °C. Середня річна кількість опадів – 1221 мм.
| Клімат поселення                              | Клімат поселення | Клімат поселення | Клімат поселення | Клімат поселення | Клімат поселення | Клімат поселення | Клімат поселення | Клімат поселення | Клімат поселення | Клімат поселення | Клімат поселення | Клімат поселення | Клімат поселення |
| Показник                                      | Січ.             | Лют.             | Бер.             | Квіт.            | Трав.            | Черв.            | Лип.             | Серп.            | Вер.             | Жовт.            | Лист.            | Груд.            |                  |
| Середній максимум, °C                         | 9,73             | 10,17            | 12,79            | 16,11            | 20,96            | 25,17            | 26,96            | 26,49            | 22,39            | 18,04            | 13,31            | 10,37            |                  |
| Середня температура, °C                       | 5,99             | 6,39             | 9,03             | 12,34            | 17,19            | 21,40            | 23,79            | 23,31            | 19,19            | 14,86            | 10,13            | 7,19             |                  |
| Середній мінімум, °C                          | 2,23             | 2,61             | 5,26             | 8,57             | 13,41            | 17,63            | 20,61            | 20,14            | 16,00            | 11,69            | 6,94             | 4,01             |                  |
| Норма опадів, мм                              | 103              | 81               | 81               | 86               | 80               | 90               | 50               | 74               | 136              | 160              | 155              | 125              |                  |
| Середньомісячна швидкість вітру, м/с          | 2.83             | 3.00             | 3.03             | 2.90             | 2.60             | 2.49             | 2.50             | 2.50             | 2.60             | 2.80             | 3.10             | 3.10             |                  |
| Середньомісячна сонячна радіація, кДж/м²·день | 4486             | 7267             | 10683            | 15134            | 19593            | 21308            | 22718            | 19609            | 14278            | 9224             | 4938             | 3755             |                  |
| --------------------------------------------- | ---------------- | ---------------- | ---------------- | ---------------- | ---------------- | ---------------- | ---------------- | ---------------- | ---------------- | ---------------- | ---------------- | ---------------- | ---------------- |
| Джерело:                                      |                  |                  |                  |                  |                  |                  |                  |                  |                  |                  |                  |                  |                  |